# Stevan Stojanović Mokranjac
Stevan Stojanović Mokranjac, in serbo Стеван Стојановић Мокрањац? (Negotin, 9 gennaio 1856 – Skopje, 28 settembre 1914), è stato un compositore serbo.
Spesso definito il "padre della musica serba"  e la "figura più importante del romanticismo musicale serbo", Mokranjac è molto stimato e venerato in Serbia. Dopo la sua morte, la Scuola di musica serba è stata rinominata Scuola di musica Mokranjac in suo onore. È apparso sulla carta moneta del paese e su quella della Repubblica Federale di Jugoslavia . Nel 1964, la casa della famiglia Mokranjac a Negotin è stata restaurata e trasformata in un museo e centro musicale. Le celebrazioni della vita di Mokranjac, note come "Giornate di Mokranjac", si sono svolte ogni anno nella città dal 1965. Nel 1981, una grande statua di Mokranjac è stata costruita nel cortile della casa della famiglia Mokranjac per celebrare il 125° anniversario della sua nascita.